# Beckiella reticulofemorata
Beckiella reticulofemorata är en kvalsterart som beskrevs av Balogh och Sandór Mahunka 1979. Beckiella reticulofemorata ingår i släktet Beckiella och familjen Dampfiellidae. Inga underarter finns listade.